# Флегрејска поља
Флегрејска поља су велика област супервулканских калдера смештених на западу Напуља, у Италији. Област је проглашена регионалним парком 2003. године. Подручје калдере састоји се од 24 кратера и вулканских структура од којих већина лежи под водом. Хидротермална активност може се посматрати у Лукрину, Агнану и Поцуолију. Избијање гасова карактеристично је за кратер Солфатару, митолошки дом римског бога ватре Вулкана. Ово подручје надгледа Везувска опсерваторија. Сматра се супервулканом.
Подручје такође карактерише феномен брадисеизмичности, који је најочитији у Мацелуму из Поцуолија (погрешно идентификованом као Сераписов храм): траке бушотина које су морски мекушци оставили на мермерним стубовима показују варијације нивоа локације у односу на ниво мора.